# Plestiodon coreensis
Espèce
Synonymes
- Eumeces coreensis Doi & Kamita, 1937

Plestiodon coreensis est une espèce de sauriens de la famille des Scincidae.

## Répartition
Cette espèce est endémique de Corée.

## Étymologie
Son nom d'espèce, composé de core et du suffixe latin -ensis, « qui vit dans, qui habite », lui a été donné en référence au lieu de sa découverte, la Corée.

## Publication originale
- Doi & Kamita, 1937 : A new species of Eumeces from West Corea. Zoological Magazine Tokyo, vol. 49, p. 211-215.